# Deutsch-Arabische Freundschaftsgesellschaft
Die DAFG – Deutsch-Arabische Freundschaftsgesellschaft ist ein 2007 gegründeter gemeinnütziger Verein mit Sitz in Berlin. Die DAFG e. V. versteht sich als überparteiliche Initiative und tritt nicht als politischer Akteur oder als Partei in politischen Konflikten auf.

## Ziele
Die DAFG – Deutsch-Arabische Freundschaftsgesellschaft e. V. möchte auf freundschaftlicher Basis Verständnis, Vertrauen und Kooperation zwischen Deutschland und den Staaten der Arabischen Liga entwickeln und fördern. Dies soll unter anderem durch eine Verbesserung von Information und Kommunikation untereinander geschehen. Zu diesem Zweck kooperiert die DAFG e. V. eng mit den Botschaften der arabischen Länder in Deutschland und mit einer Vielzahl von zivilgesellschaftlichen Organisationen und staatlichen Stellen.

## Arbeitsfelder
Der Verein möchte sich den deutsch-arabischen Beziehungen in umfassendem Sinne widmen. Aus diesem Ziel leitet sie folgende vier Arbeitsfelder ab: 
- Politik
- Wirtschaftliche Zusammenarbeit
- Kultur, Bildung & Wissenschaft
- Medien & Kommunikation.

Arbeitsfeld Politik: Der Verein versteht sich als Förderer des politischen Austausches zwischen Deutschland und den arabischen Ländern. Er organisiert Vorträge, Diskussionsrunden und Hintergrundgespräche mit dem Ziel, das Verständnis der staatlichen, politischen und gesellschaftlichen Strukturen zu vertiefen und ihre an der Region interessierten Mitglieder und Unterstützer umfassend zu informieren.
Arbeitsfeld Wirtschaftliche Zusammenarbeit: Der Verein betrachtet sich als Bindeglied zwischen Politik und Wirtschaft in Deutschland und den arabischen Partnerländern. In Veranstaltungen informiert er über Entwicklungen der Wirtschaft, potenzielle Geschäftsfelder und Investitionsmöglichkeiten. Zu seiner Arbeit gehört auch die Organisation von Wirtschaftsdelegationsreisen in arabische Länder.
Arbeitsfeld Kultur, Bildung & Wissenschaft: Der Verein betrachtet Kunst und Kultur sowie Bildung und Wissenschaft als wichtige Elemente zur Vertiefung des Verständnisses und der Freundschaft zwischen Deutschland und der arabischen Welt. Mit Ausstellungen, Vortragsreihen, Kulturabenden sowie einem deutsch-arabischen Jour Fixe für Studierende und Young Professionals möchte die DAFG e. V. den Austausch zwischen den Kulturen fördern. Dazu kooperiert er auch mit arabischen und deutschen Bildungseinrichtungen, um Studierendenaustausche und gemeinsame Hochschulprogramme und Forschungsprojekte zu fördern. Die Organisation bietet auch Arabischkurse für Anfänger und Fortgeschrittene an, die sich an Einzelpersonen und Unternehmen richten.
Arbeitsfeld Medien & Kommunikation: Durch die Vernetzung deutscher und arabischer Medien und Journalisten möchte der Verein erreichen, dass die wechselseitige Berichterstattung zu deutsch-arabischen Themen inspiriert und intensiviert wird. Auch veranstaltet der Verein öffentliche Diskussionsabende zu relevanten Themen im Bereich Medien. Des Weiteren veröffentlicht die DAFG e. V. auf ihrer Website ein Deutsch-Arabisches Bildwörterbuch.

## Struktur
Laut DAFG-Webseite (Stand April 2024):

### Mitgliederversammlung
Der ordentlichen Mitgliederversammlung ist laut Vereinssatzung die ausschließliche Beschlussfassung über die Wahl der Mitglieder des Vorstandes, die Genehmigung des Haushaltsplanes und die Entlastung des Vorstandes, die Satzungsänderung, die Wahl von zwei Rechnungsprüfern und einem Stellvertreter sowie die Vereinsauflösung vorbehalten.

### Vorstand
Dem Vorstand obliegt die Verwaltung und Verwendung der Vereinsmittel. Er setzt sich aus dem Präsidenten, vier Vizepräsidenten, dem Schatzmeister, Vertretern aus dem Deutschen Bundestag sowie weiteren Vorstandsmitgliedern zusammen.
Präsident
- Otto Wiesheu, Bayerischer Staatsminister für Wirtschaft, Infrastruktur, Verkehr und Technologie a. D.

Vizepräsidenten
- Mohamad Al Misned, Al Misned Trading & Joinery Founder
- Claus-Peter Haase, ehem. Direktor des Museums für Islamische Kunst, Berlin
- Randolf Rodenstock, Mitglied des Präsidiums des Bundesverbands der Deutschen Industrie (BDI), Vizepräsident der Bundesvereinigung der Deutschen Arbeitgeberverbände (BDA), Geschäftsführender Gesellschafter der Optischen Werke G. Rodenstock GmbH & Co.
- Houssam Maarouf, Inhaber und Geschäftsführer mediaAGENT Werbeagentur

Schatzmeister
- Harald Marquardt, Stellvertretender Vorsitzender von Südwestmetall – Verband der Metall- und Elektroindustrie Baden-Württemberg e. V., Geschäftsführender Gesellschafter Marquardt GmbH

Vom Rat der arabischen Botschafter entsandt
- Mustapha Adib, Botschafter des Libanon und Doyen des Rates der Arabischen Botschafter
- Khaled Galal Abdelhamid, Botschafter der Arabischen Republik Ägypten
- Mustapha El Yamli, Botschafter der Mission der Liga der Arabischen Staaten

Vertreter aus dem Deutschen Bundestag
- Muhanad Al-Halak, MdB, FDP, Mitglied im Parlamentarischen Beirat für nachhaltige Entwicklung; Mitglied im Ausschuss für Umwelt, Naturschutz, nukleare Sicherheit und Verbraucherschutz; stellvertretender Vorsitzender der Parlamentariergruppe Arabischsprachige Staaten des Nahen und Mittleren Ostens
- Lamya Kaddor, MdB, Bündnis 90/Die Grünen, Mitglied im Ausschuss für Inneres und Heimat; stellvertretendes Mitglied im Auswärtigen Ausschuss; stellvertretende Vorsitzende der Parlamentariergruppe Arabischsprachige Staaten des Nahen und Mittleren Ostens
- Michael Müller, MdB, SPD, Ehemaliger Regierender Bürgermeister von Berlin, Mitglied im Ausschuss für Auswärtiges sowie im Unterausschuss für Auswärtige Kultur- und Bildungspolitik
- Alexander Radwan, MdB, CSU, Mitglied im Auswärtigen Ausschuss; Mitglied im Finanzausschuss; Mitglied Interparlamentarische Union; Mitglied der Parlamentariergruppe arabischsprachige Staaten des Nahen Ostens; Mitglied der deutsch-ägyptischen Parlamentariergruppe

Weitere Vorstandsmitglieder
- Nasyr Birkholz, Inhaber und Geschäftsführer Birkholz Transporte, Birkholz International GmbH und BB by Berlin GmbH
- Thomas Edig, Geschäftsführer „Personal und Organisation“ der Volkswagen Sachsen GmbH Zwickau
- Renate Hornung-Draus, Geschäftsführerin Volkswirtschaft und Internationales der Bundesvereinigung der Deutschen Arbeitgeberverbände (BDA), Vizepräsidentin des Verwaltungsrates und weltweite Arbeitgebersprecherin bei der Internationalen Arbeitsorganisation (ILO) in Genf, Vizepräsidentin der International Organisation of Employers (IOE)
- Marion Johannsen, Senatorin e.h. (Universität Hohenheim)
- Bernd Mützelburg, Geschäftsführer Ambassadors Associates International Networking GmbH, ehemaliger Botschafter
- Heinrich von Pierer, Pierer Consulting GmbH, ehemaliger Vorstands- und Aufsichtsratsvorsitzender der Siemens AG
- Wolf R. Schwippert, Schwippert Law Office
- Udo Steinbach, Islamwissenschaftler, Mitbegründer der Humboldt-Viadrina Governance Platform

### Beirat
Außerdem gibt es einen Beirat, dem kraft ihres Amtes unter anderem alle arabischen Botschafter angehören. Beiratsvorsitzender ist der jeweilige Doyen der arabischen Botschafter. In Abstimmung mit dem Beiratsvorsitzenden beruft der Vorstand weitere Persönlichkeiten aus Wirtschaft, Politik, Kultur, Wissenschaft und Medien als Beiräte.

### Geschäftsstelle
Die Geschäftsstelle ist u. a. für die Umsetzung des Jahresprogramms und der Vorstandsbeschlüsse zuständig. Geschäftsführer ist Björn Hinrichs.